# Lawrence Frank
Lawrence Adam Frank (Nova Iorque, 23 de agosto de 1970) é um treinador de basquetebol norte-americano e gerente-geral do Los Angeles Clippers da National Basketball Association (NBA). Em 2020, recebeu o NBA Executive of the Year.